# Basse-Nendaz
Basse-Nendaz est une localité suisse du canton du Valais située dans la commune de Nendaz dont elle est le chef-lieu administratif, scolaire et paroissial.
Situé sur la rive gauche de la Printze, le village se situe à 992 mètres d'altitude.

## Gentilé
Les habitants du village se nomment les Nendards. Ils sont surnommés les Corbés, soit les Corbeaux en patois valaisan,.

## Centres scolaires
Le village possède deux centres scolaires :
- Le centre scolaire de la Biolette comporte 7 classes, la bibliothèque communale et une salle de gymnastique polyvalente.
- Le cycle d'orientation compte, lui, 11 classes et une salle de gymnastique où se déroule habituellement l'Assemblée Primaire de la commune.

## Monuments et édifices

### Église Saint-Léger

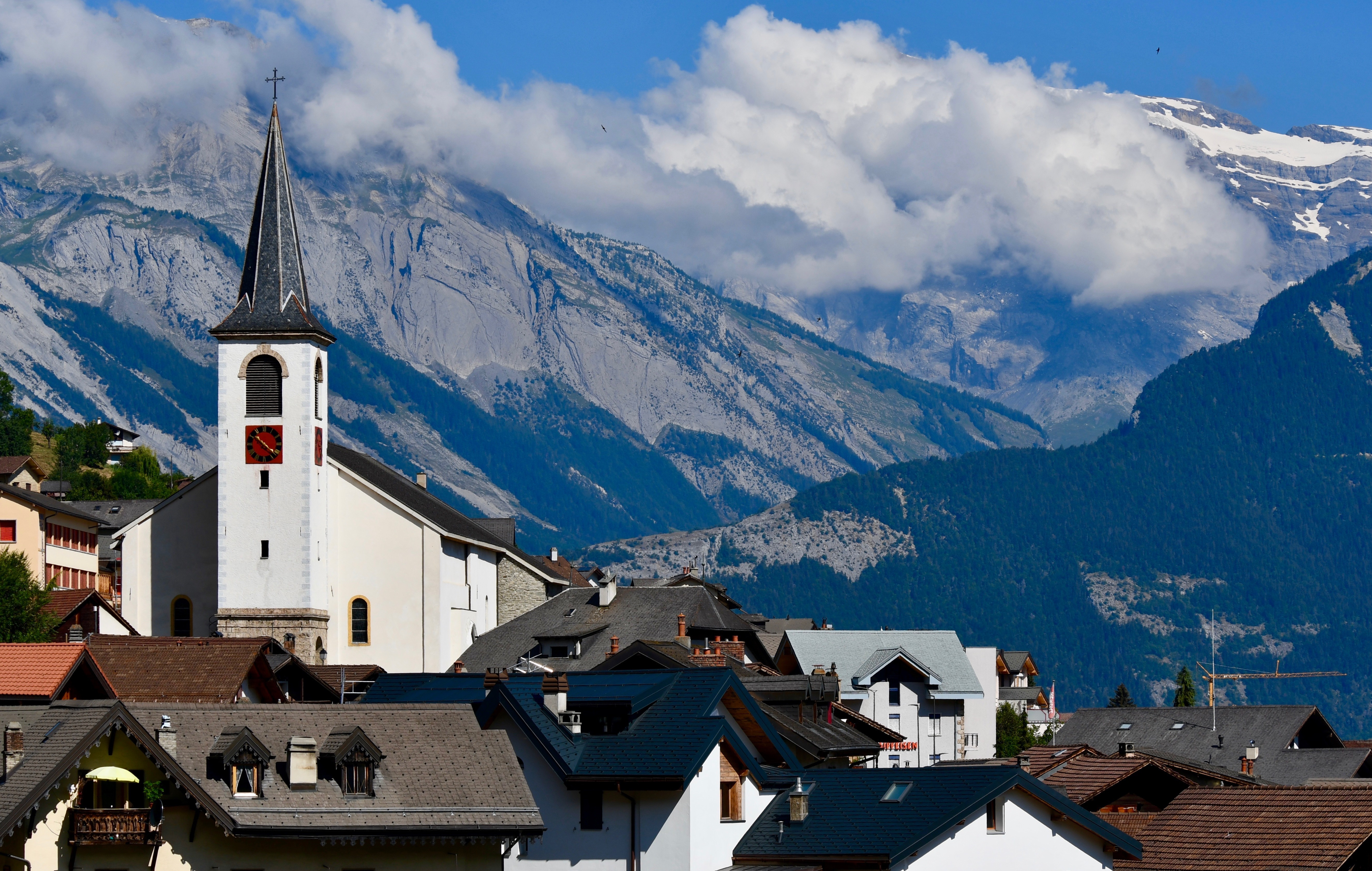
L'église catholique romaine Saint-Léger et le village.

Le village compte une église dédiée à saint Léger, avec un cimetière et une cure catholique. La chapelle primitive qui constitue la partie la plus ancienne de l’édifice tient lieu de nos jours de crypte. Elle se trouve au sous-sol de l’église actuelle. Sa construction remonte à la fin du IXe début du  Xe siècle. Elle est restée ensevelie sous les décombres des édifices successifs durant des siècles mais, heureusement, on a découvert ses vestiges lors de la réfection de 1964 à 1967.

### Chapelle Saint-Sébastien
Le village compte également une chapelle dédiée à saint Sébastien et située au bord de la route qui mène à Fey. Comme on ne possède aucun document relatant sa fondation, il n’est pas possible de lui assigner un âge précis, ni dans quelle intention elle fut construite. On peut affirmer cependant, qu’elle remonte à la première moitié du XVIIe siècle. On la trouve mentionnée dans un acte de 1658. Cependant, dans un autre acte levé à Nendaz par le notaire Genterati, le 8 mars 1555, on fait justement mention de la chapelle Saint-Sébastien de Basse-Nendaz pour la restaurer. Elle devait donc exister bien avant cette date, en 1500, au moins.
Son autel est de style baroque, style popularisé par les Pères jésuites à l’époque de la Contre-Réforme, après le concile de Trente (1545-1563). Elle a été restaurée à plusieurs reprises, notamment en 1782.
Saint Sébastien étant invoqué contre la peste, il est fort probable que cette chapelle ait été fondée pour lui demander de préserver le village de ces épidémies. On peut aussi légitimement penser que, bâtie près de l’endroit où l’on exécutait les condamnés à mort, on eut l’intention de faire prier pour le repos de leur âme.

### La Majorie

Armoiries de la République des Sept-Dizains

Lorsque la commune de Nendaz fut soustraite, en 1665, à la juridiction du gouverneur de Saint-Maurice pour être rattachée à celle d'Hérémence et former la grande majorie Nendaz-Hérémence dépendant directement de la diète, c'est-à-dire du Grand Conseil de l'époque, l'État acheta pour la somme de 70 écus l'ancienne tour de la métralie de Basse-Nendaz, détruite pendant la campagne de 1475 contre la Savoie, pour en faire une maison forte, avec salle d'audience, prison, torture, à l'usage du major. Cette tour avait été reconstruite en 1505 par l'architecte U. Ruffiner, le même qui a bâti l'église de Saint-Théodule à Sion, pendant l'épiscopat du Cardinal Matthieu Schiner.
L'extérieur de la bâtisse, étant soumis à la loi sur la conservation des bâtiments historiques, est resté en état et fait penser à une forteresse avec ses créneaux, ses petites et rares fenêtres et sa porte d'entrée petite et basse. Sur sa façade sud, se trouvent les armoiries de la République des Sept-Dizains.
L'intérieur, quant à lui, a été remanié pour abriter ses propriétaires. On peut toutefois y voir encore un fourneau en pierre ollaire datant de 1614 ainsi qu’une inscription latine en lettres gothiques sur une planche du plafond, disant ceci : « Sur l'ordre du Sénat suprême de la République, Petermann Barberii, secrétaire à Sion, fit réparer cette antique maison de la majorie, délabrée par le temps, 1677 ».